# La ofrenda
La ofrenda es un gouache sobre papel cartón con imprimación blanca realizado por Pablo Picasso el 1903 en París y que actualmente forma parte de la colección permanente del Museo Picasso de Barcelona. Se muestra en la Sala 10 de la colección permanente del museo. Está firmado «Picasso» (parte posterior) en el ángulo inferior izquierdo. Forma parte de un donativo de Lord Amulree del año 1985.

## Descripción
En la primavera de 1907, Picasso elaboró una serie de estudios sobre la obra La ofrenda. El conjunto, probablemente un proyecto para una obra mayor, está relacionado con la obra Les Demoiselles d'Avignon.
En este gouache, el artista reencuentra el tema de la mujer desnuda contemplada por el hombre -en esta ocasión por dos-, que ya había tratado en 1904 y que desde entonces se convirtió en un motivo habitual de su obra. El tema de la mujer desnuda acostada observada por el hombre, presente en La ofrenda, nos acerca a Cézanne en su Nueva Olimpia y La tarde en Nápoles. El detalle del drapeado que sostiene el hombre de la derecha y que cuelga hasta arrastrarse por el suelo evoca las bañistas del célebre pintor francés.
La mujer que nos ofrece Picasso se aleja del modelo de representación tradicional porque tiene una posición simultánea acostada y derecha, postura de contradicción intencionada que nos introduce en el cubismo. La mujer levanta el brazo y lo apoya en la cabeza haciendo un arco cerrado sobre la cabellera. Esta posición se repite en las figuras femeninas del artista de esta época.
En el dibujo, como en otras obras, se esfuerzó en crear el espacio mediante las relaciones de situación de los personajes. Oscureció las figuras de primer plano: los hombres, para aclarar la mujer del fondo. Utilizó una técnica contraria a la que solía emplearse para la creación de la distancia en la perspectiva clásica. La paleta se resuelve con una rica gama de ocres y el azul de Prusia, con el negro que modela las figuras con trazo grueso.

## Donación
Lord Amulree (1900-1983), médico y destacado político del  partido Liberal en la casa de los Lores entre 1955 y 1977, en su testamento legó La ofrenda al Museo Picasso de Barcelona. Otros museos del mundo recibieron asimismo su legado: según publicó el 1 de mayo de 1984 The Daily Telegraph, dio una obra de Matisse a la Tate Gallery, un Monet a la  National Gallery de Escocia y un Braque al Museo de Israel de  Jerusalén.